# Emin Gök
Emin Gök (Mersin, 15 febbraio 1988) è un pallavolista turco, centrale dell'Alanya.

## Carriera

### Club
La carriera di Emin Gök inizia nei tornei scolastici turchi, prima di entrare a far parte del settore giovanile dell'Arkas, club col quale debutta in Voleybol 1. Ligi nella stagione 2007-08: nel corso della lunga militanza col club di Smirne, durata ben sei annate, si aggiudica lo scudetto 2012-13, venendo premiato come miglior muro del torneo, due edizioni della Coppa di Turchia e la Challenge Cup 2008-09.
Nel campionato 2013-14 firma per il Fenerbahçe, dove resta per due annate e vince la Challenge Cup 2013-14, prima di passare al Galatasaray nel campionato 2015-16, dove in un quadriennio si aggiudica la BVA Cup 2016; mentre nell'annata 2019-20 approda allo Ziraat Bankası, con cui gioca per due campionati e conquista uno scudetto. 
Nella stagione 2021-22 si accasa nel Cizre, club neopromosso in Efeler Ligi, mentre nella stagione seguente indossa la casacca dell'Altekma, approdando poi all'Alanya, altra neopromossa in massima serie, per il campionato 2023-24.

### Nazionale
Fa parte della selezione turca Under-21 nel 2007.
Nel 2009 debutta invece in nazionale maggiore, con la quale conquista la medaglia d'argento alla European League 2012.

## Palmarès

### Club
- Campionato turco: 2

2012-13, 2020-21
- Coppa di Turchia: 2

2008-09, 2010-11
- Challenge Cup: 2

2008-09, 2013-14
- BVA Cup: 1

2016

### Nazionale (competizioni minori)
- European League 2012

### Premi individuali
- 2013 - Voleybol 1. Ligi: Miglior muro